# Zip (empresa aérea)
Zip era uma companhia aérea canadense com sede em Alberta. Foi lançado pela Air Canada como uma subsidiária low-cost em setembro de 2002.
Como uma competição direta com a principal companhia aérea de baixo custo do Canadá, WestJet, a Zip voou principalmente entre as cidades ocidentais de Abbotsford, Calgary, Edmonton, Vancouver, Saskatoon, Regina e Winnipeg.

## História
A empresa foi fundada em 22 de setembro de 2002. A Zip encerrou as operações em setembro de 2004, quando a Air Canada retomou uma programação completa em suas rotas ocidentais.

## Frota

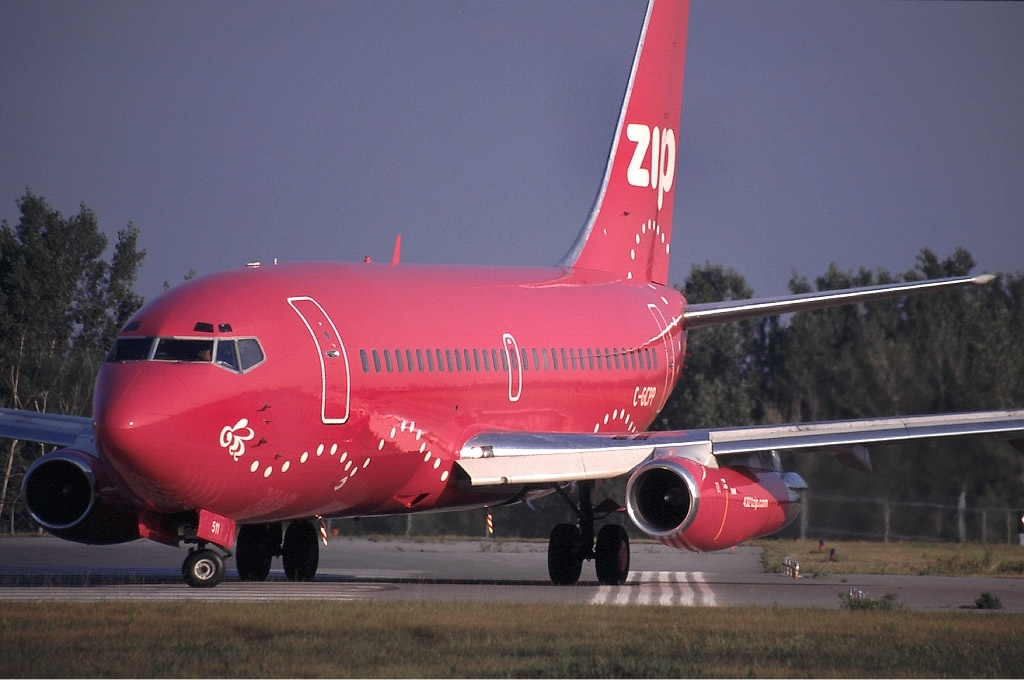
Um Boeing 737-200 da Zip

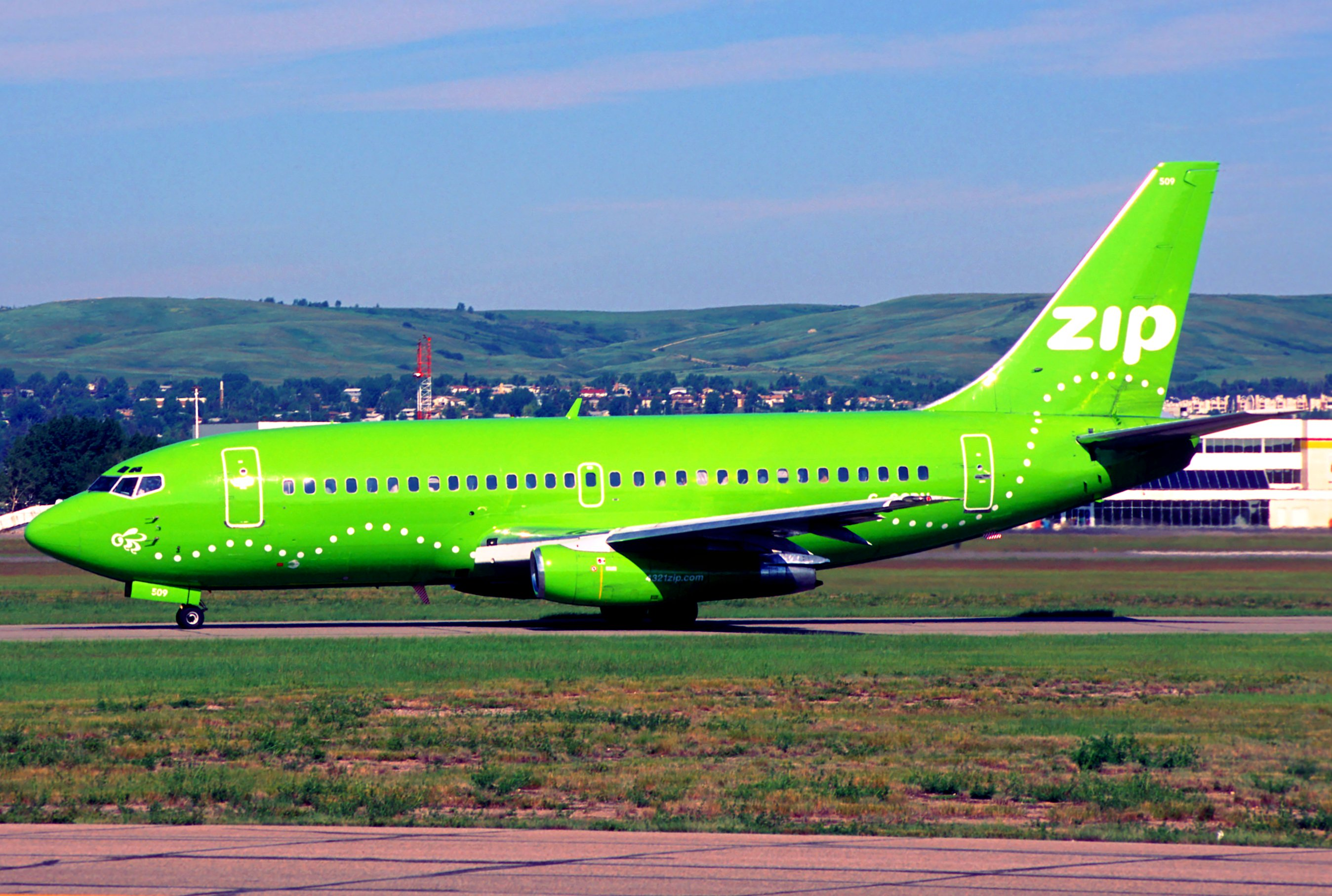
Um Boeing 737-200 da Zip com as cores verde

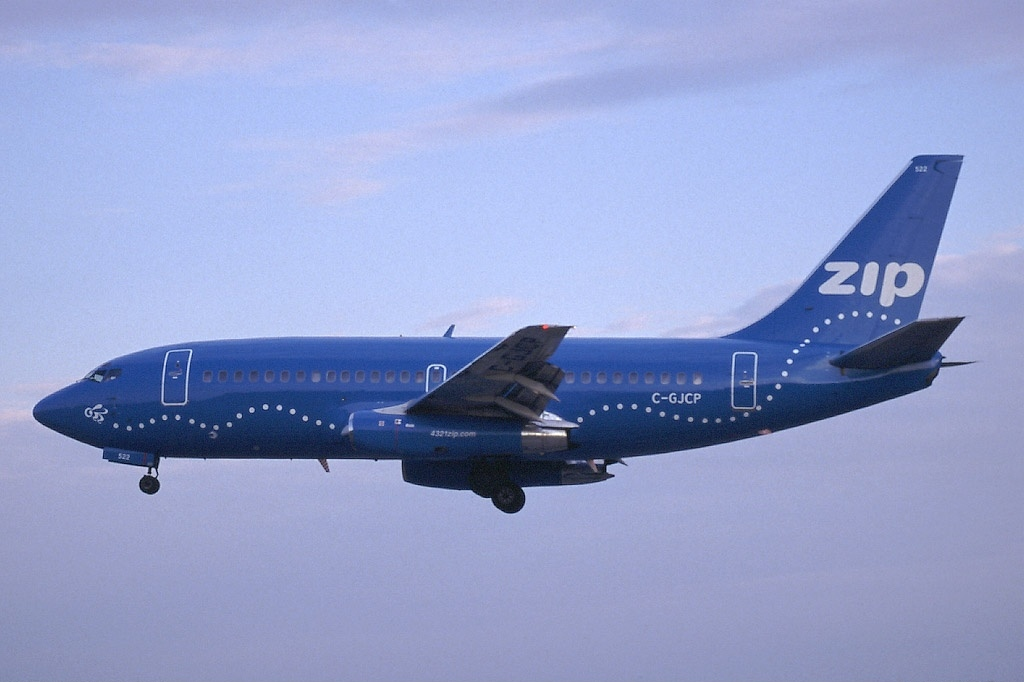
Um Boeing 737-200 da Zip com cores azul

A frota da Zip consistia nas seguintes aeronaves:
| Aeronaves      | Em Serviço | Ordens | Passageiros | Notas |
| -------------- | ---------- | ------ | ----------- | ----- |
| Boeing 737-200 | 20         | –      | 118         |       |
| Total          | 20         | 0      |             |       |